# Stazione meteorologica di Castel di Sangro
La stazione meteorologica di Castel di Sangro è la stazione meteorologica di riferimento relativa alla località di Castel di Sangro.

## Coordinate geografiche
La stazione meteorologica si trova nell'area climatica dell'Italia centrale, in cui è compreso l'intero territorio regionale dell'Abruzzo, in provincia dell'Aquila, nel comune di Castel di Sangro, a 805 metri s.l.m. e alle coordinate geografiche 41°47′N 14°06′E.

## Dati climatologici
In base alla media trentennale di riferimento 1961-1990, la temperatura media del mese più freddo, gennaio, si attesta a +2,5 °C; quella del mese più caldo, luglio, è di +18,6 °C .
| Castel di Sangro   | Mesi | Mesi | Mesi | Mesi | Mesi | Mesi | Mesi | Mesi | Mesi | Mesi | Mesi | Mesi | Stagioni | Stagioni | Stagioni | Stagioni | Anno |
| Castel di Sangro   | Gen  | Feb  | Mar  | Apr  | Mag  | Giu  | Lug  | Ago  | Set  | Ott  | Nov  | Dic  | Inv      | Pri      | Est      | Aut      | Anno |
| ------------------ | ---- | ---- | ---- | ---- | ---- | ---- | ---- | ---- | ---- | ---- | ---- | ---- | -------- | -------- | -------- | -------- | ---- |
| T. max. media (°C) | 7,2  | 8,7  | 11,5 | 15,3 | 19,6 | 23,8 | 26,7 | 27,0 | 23,3 | 17,4 | 12,4 | 9,0  | 8,3      | 15,5     | 25,8     | 17,7     | 16,8 |
| T. min. media (°C) | −2,1 | −1,2 | 1,3  | 3,5  | 6,3  | 9,1  | 10,4 | 9,9  | 8,6  | 5,6  | 3,3  | 0,3  | −1,0     | 3,7      | 9,8      | 5,8      | 4,6  |